# Barabinsk
Barabinsk (russisch Бара́бинск) ist eine  Stadt in der Oblast Nowosibirsk (Russland) mit 30.394 Einwohnern (Stand 14. Oktober 2010).

## Geographie
Barabinsk liegt in einem Steppengebiet, der Barabasteppe (russisch Барабинская степь/Barabinskaja step) mit einer Ausdehnung von 117.000 km², die sich zwischen den Flüssen Irtysch und Ob im Südosten des Westsibirischen Tieflands erstreckt, und ist nach dieser benannt. Die Stadt liegt ca. 300 Kilometer westlich der Oblasthauptstadt Nowosibirsk.
Zehn Kilometer nördlich von Barabinsk liegt die etwas größere Stadt Kuibyschew am Fluss Om, der später bei Omsk in den Irtysch mündet.
Barabinsk ist Verwaltungszentrum des gleichnamigen Rajons Barabinsk.

## Geschichte
Barabinsk entstand 1893 als Stationssiedlung im Zusammenhang mit dem Bau der Transsibirischen Eisenbahn. Der Betrieb auf diesem Abschnitt wurde 1896 aufgenommen.
Bereits 1917 wurden die Stadtrechte verliehen.

### Bevölkerungsentwicklung
| Jahr | Einwohner |
| ---- | --------- |
| 1897 | 1.900     |
| 1926 | 9.800     |
| 1939 | 29.988    |
| 1959 | 40.878    |
| 1970 | 37.274    |
| 1979 | 37.286    |
| 1989 | 36.501    |
| 2002 | 32.501    |
| 2010 | 30.394    |

Anmerkung: Volkszählungsdaten (1897–1926 gerundet)

## Kultur und Sehenswürdigkeiten
Die Stadt besitzt ein Heimatmuseum.

## Wirtschaft und Infrastruktur

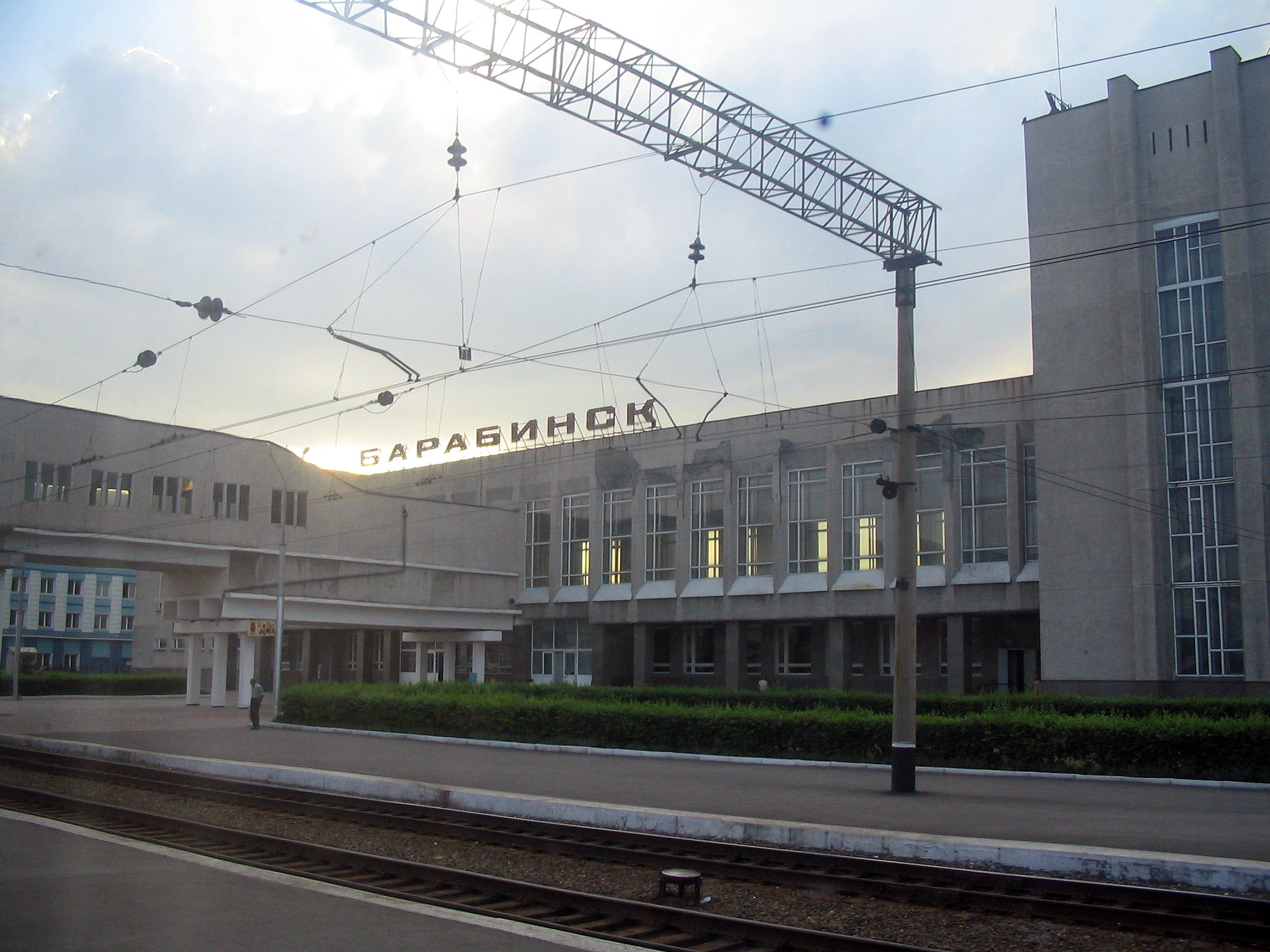
Bahnhof Barabinsk

Barabinsk ist eine bedeutende Station an der Transsibirischen Eisenbahn (Streckenkilometer 3035 ab Moskau) mit großem Lokomotivdepot.
Neben ausgedehnten Eisenbahnwerkstätten (Lokomotiv- und Waggonreparatur) gibt es in der Stadt Betriebe der Lebensmittelindustrie und der Baumaterialienwirtschaft.
Die auf diesem Abschnitt vor wenigen Jahren neu trassierte Fernstraße M51 von Tscheljabinsk nach Nowosibirsk, Teil der transsibirischen Straßenverbindung, umgeht Barabinsk südlich.

## Persönlichkeiten
- Anatoli Martschenko (1938–1986), Schriftsteller, Bürgerrechtler und Dissident; geboren in Barabinsk